# Zhapu (köpinghuvudort i Kina, Zhejiang Sheng, lat 30,60, long 121,09)
Zhapu är en köpinghuvudort i Kina. Den ligger i provinsen Zhejiang, i den östra delen av landet, omkring 96 kilometer nordost om provinshuvudstaden Hangzhou. Antalet invånare är 83 527. Befolkningen består av 39 596 kvinnor och 43 931 män. Barn under 15 år utgör 10,0 %, vuxna 15-64 år 81 %, och äldre över 65 år 8,0 %.
Zhapu är det största samhället i trakten. 
Genomsnittlig årsnederbörd är 1 729 millimeter. Den regnigaste månaden är juni, med i genomsnitt 295 mm nederbörd, och den torraste är november, med 71 mm nederbörd.